# Eumelea atomata
Eumelea atomata är en fjärilsart som beskrevs av W. Warren 1896. Eumelea atomata ingår i släktet Eumelea och familjen mätare. Inga underarter finns listade i Catalogue of Life.